# 美少女戰士R
《美少女戰士R》（美少女戦士 セーラームーンR）是1993年3月6日到1994年3月5日播放的日本動畫作品。

## 概要
本作品是接續前作《美少女戰士》的動畫，據Video Research調查指出日本關東地區達16.3%的收視率概況；並在日本同系列中的零售影帶、玩具公仔銷售量方面都保持著作品中的最高紀錄。

## 故事簡介

### 魔界樹篇
很久以前有一個星球，只有海洋以及一棵魔界樹，孤獨的魔界樹渴望有傾訴的對象，於是誕下了魔界樹人。起初，魔界樹人對魔界樹相當敬重，而魔界樹亦善待魔界樹人，雙方相處得很融洽。但是隨著魔界樹人智慧的增長，他們為了爭奪魔界樹的能量而展開鬥爭，最終因為戰鬥而毀滅了自己的星球。最後生還的魔界樹人與魔界樹一同走遍整個宇宙，卻找不到能夠扎根的星球。魔界樹人不斷減少，最後只剩下兩人－艾爾以及安。隨著魔界樹日漸在枯萎，艾爾和安從卡片中召喚怪物四處收集能量。
前作故事結束了兩個月後，美少女戰士們彷彿忘卻了那段記憶，以及眾人之間那段深刻的友情，她們各自以一個普通的女生的身分生活。然而無憂無慮的時光對她們而言總是相當短暫，一株漂流在宇宙間的神秘植物「魔界樹」與一對名叫「艾羅」和「阿茵」的外星人突然一同降臨地球上，為好不容易能在地球上過著平靜生活的美少女戰士們再度掀起波瀾。
「艾羅」和「阿茵」從卡片中召喚怪物並以人類能量為食物。為了抵禦這些攻擊，露娜與阿提密斯恢復了水手服戰士們的記憶。最終「艾羅」和「阿茵」被擊敗，他們看到自己錯誤的方式，並把「魔界樹」一併帶回太空。在這些事件中，地場衛尋回他失去的記憶並開始跟阿兔發展戀愛關係。

### 黑色月亮篇
地球在某日突然進入冰封狀態，地球上所有的生物都沉睡不起。直到30世紀，新希蕾妮蒂女王利用銀水晶力量，使地球得以甦醒過來，並以水晶東京作為地球的中心，由新希蕾妮蒂女王及安迪米歐國王統治。後來有一股邪惡勢力入侵水晶東京，卻不敵於新希蕾妮蒂女王而撤退。拒絕淨化的人就到復仇女神行星居住。豈料復仇女神行星被一股神秘的負能量所籠罩，令他們得到一股強大的邪惡力量，黑月帝國就由此衍生。黑月帝國知道其力量不能毀滅30世紀的水晶東京，故回到20世紀，目的是為了尋找銀水晶以改變未來，另一方面，由於30世紀的銀水晶突然消失，使它除了水晶宮殿以外，四周變成一個死城。
隨著「魔界樹」事件的完結，熱戀中的阿兔與阿衛在某日午後在十番町公園約會時，一名束著跟阿兔同樣髮型但髮色為粉紅色的小女孩突然從天而降，並自稱為阿兔，為了分別二人，小女孩成為了小阿兔。小阿兔從未來而來，為尋找銀水晶來拯救她的父母，然而一班新的敵人正試圖殺害她。最終水手服戰士們與禮服蒙面俠跟著小阿兔一起前往未來，阿兔在那裡被視為規管水晶東京的新希蕾妮蒂女王。眾人明白到小阿兔實際上就是阿兔與阿衛於未來的女兒，他們還遇見到守衛著時空之門的Sailor Pluto。最終，水手服戰士們跟黑月帝國的智者作戰，黑月帝國的目的是摧毀地球。小阿兔能夠召喚未來的銀水晶以幫助毀滅智者。隨後，小阿兔回到其所屬的未來，擺脫了黑月帝國的腐敗。

## 主要登場角色
- 月野兔
- 豆釘兔
- 地場衛
- 水野亞美
- 火野麗
- 木野真琴
- 愛野美奈子
- 冥王雪奈
- 美少女戰士主要角色列表

## 工作人員
| プロデューサー           | 東 伊里弥                                                               |
| 原 作                    | 武内直子（講談社「なかよし」連載）                                      |
| 制作擔當                 | 樋口宗久                                                                |
| 制作担当補佐             | 本間 修                                                                 |
| 音 楽                    | 有澤孝紀                                                                |
| 主題歌 作 詞             | 小田佳奈子、芹沢 類                                                     |
| 主題歌 作 曲             | 小諸鐵也、永井 誠                                                       |
| 主題歌 編 曲             | 池田大介、京田誠一                                                      |
| 主題歌 歌                | ＤＡＬＩ、石田燿子                                                      |
| キャラクターデザイン     | 只野和子（スタジオライブ）                                              |
| 美術デザイン             | 椋尾 篁                                                                 |
| 美術監修                 | 窪田忠雄                                                                |
| シリーズディレクター     | 佐藤順一（至13話）、幾原邦彦（14話後）                                  |
| テレビ朝日プロデューサー | 太田賢司                                                                |
| 制 作                    | テレビ朝日、東映エージエンシー、東映                                    |
| 協 力                    | 青二プロ                                                                |
| 作畫監督                 | 松下浩美等24人                                                          |
| 系列構成                 | 富田祐弘                                                                |
| 美術相關                 | 鹿野良行等6人                                                           |
| 美術執行                 | 田村晴夫、御園 博                                                       |
| 製作執行                 | 本間修等10人                                                            |
| 色彩設定                 | 板坂泰江等5人                                                           |
| 色彩上色                 | 清村忠等9人                                                             |
| 選 曲                    | 芽原万起子                                                              |
| 録音スタジオ             | タバック                                                                |
| 錄 音                    | 立花康夫、鈴木義和                                                      |
| 背 景                    | 椋尾 篁、みにあ〜と                                                     |
| 音響效果                 | 今野康之、鶴田こずえ                                                    |
| 特效                     | 山本 公、岡島雄二、千葉 豊                                              |
| 攝影                     | 三晃プロダクション、トランスアーツ                                      |
| 影像呈現                 | 東映化學                                                                |
| 演 出                    | 佐藤順一等13人                                                          |
| 演出助手                 | 五十嵐卓哉等8人                                                         |
| 演助執行                 | 宇田鋼之介等6人                                                         |
| 紀 錄                    | 梶本みのり、小川真美子                                                  |
| 公關事務                 | 森田兆基等6人                                                           |
| 媒體相關                 | Ｖ・Ａ・Ｐ、スタジオポッケ、宮崎アニメーションスタジオ、スタジオ･マーサ |

## 主題歌
日本
| 類別   | 歌曲               | 作詞       | 作曲     | 編曲     | 歌手     |
| ------ | ------------------ | ---------- | -------- | -------- | -------- |
| 片頭曲 | 「（月光傳說）」   | 小田佳奈子 | 小諸鐵也 | 池田大介 | ＤＡＬＩ |
| 插曲   | 「（愛的戰士）」   | 芹沢 類    | 樫原伸彦 |          | 石田燿子 |
| 片尾曲 | 「（少女的策略）」 | 芹沢 類    | 永井 誠  | 京田誠一 | 石田燿子 |

香港
| 類別   | 歌曲                        | 填詞       | 作曲     | 編曲     | 主唱       |
| ------ | --------------------------- | ---------- | -------- | -------- | ---------- |
| 片頭曲 | 「（月光傳說）」            | 小田佳奈子 | 小諸鐵也 | 池田大介 | ＤＡＬＩ   |
| 片尾曲 | 「Ｈｅａｒｔ Ｍｏｖｉｎｇ」 |            |          |          | 高松美砂繪 |
| 片尾曲 | 「（月亮的公主）」          |            |          |          | 橋本潮、   |

## 各話列表
| 話數     | 日文標題 | 中文標題                             | 腳本       | （分鏡） 演出           | 作畫監督     | 美術     |
| -------- | -------- | ------------------------------------ | ---------- | ----------------------- | ------------ | -------- |
| 47（1）  |          | 水手月亮復活！神秘外星人出現         | 柳川茂     | 竹之内和久              | 中村太一     | 鹿野良行 |
| 48（2）  |          | 為了愛與正義！水手服戰士再次現身     | 隅沢克之   | 遠藤勇二                | 長谷川眞也   | 大河内稔 |
| 49（3）  |          | 白玫瑰是給誰的？月影騎士登場         | 富田祐弘   | 小坂春女                | 安藤正浩     | 田尻健一 |
| 50（4）  |          | 小兔的危機！月冕失靈了               | 杉原めぐみ | 吉沢孝男                | 爲我井克美   | 橋本和幸 |
| 51（5）  |          | 全新的變身！小兔力量大增             | 柳川茂     | 幾原邦彦                | 香川久       | 鹿野良行 |
| 52（6）  |          | 遭受襲擊的幼童！水手金星大顯身手     | 隅沢克之   | 五十嵐卓哉              | 中村太一     | 大河内稔 |
| 53（7）  |          | 阿衛與小兔的保姆騷動                 | 富田祐弘   | 遠藤勇二                | 只野和子     | 田尻健一 |
| 54（8）  |          | 園遊會是為了我而辦的？！小麗女王熱唱 | 隅沢克之   | 小坂春女                | 安藤正浩     | 橋本和幸 |
| 55（9）  |          | 月影騎士是星十郎？充滿鬥志的小真     | 杉原めぐみ | 竹之内和久              | 伊藤郁子     | 鹿野良行 |
| 56（10） |          | 奪取阿衛的吻！安的白雪公主大作戰     | 富田祐弘   | （吉沢孝男） 佐々木憲世 | 長谷川眞也   | 大河内稔 |
| 57（11） |          | 放學後請小心！小兔被盯上了           | 隅沢克之   | 遠藤勇二                | 中村太一     | 田尻健一 |
| 58（12） |          | 交錯的愛之心！憤怒的魔界樹           | 柳川茂     | 吉沢孝男                | 只野和子     | 橋本和幸 |
| 59（13） |          | 真實之愛覺醒了！魔界樹的秘密         | 柳川茂     | 竹之内和久              | 爲我井克美   | 鹿野良行 |
| 60（14） |          | 天使？惡魔？從天而降的神秘少女       | 富田祐弘   | 幾原邦彦                | 安藤正浩     | 大河内稔 |
| 61（15） |          | 小兔大受打擊！阿衛的分手宣言         | 富田祐弘   | （幾原邦彦） 宇田鋼之介 | 柳沢まさひで | 田尻健一 |
| 62（16） |          | 戰士的友情！亞美再見                 | 隅沢克之   | 小坂春女                | 中村太一     | 橋本和幸 |
| 63（17） |          | 女人堅強又美麗！小麗的新必殺絕招     | 柳川茂     | 遠藤勇二                | 長谷川眞也   | 鹿野良行 |
| 64（18） |          | 尋找銀水晶！小小兔的秘密             | 富田祐弘   | 吉沢孝男                | 只野和子     | 大河内稔 |
| 65（19） |          | 戀愛爭議！美奈子與真琴勢不兩立       | 杉原めぐみ | 五十嵐卓哉              | 安藤正浩     | 鹿野良行 |
| 66（20） |          | 小兔的慈母心？咖哩般的三角關係       | 柳川茂     | 小坂春女                | 爲我井克美   | 橋本和幸 |
| 67（21） |          | 大海、小島、度假去！戰士們的休息時間 | 隅沢克之   | 遠藤勇二                | 中村太一     | 鹿野良行 |
| 68（22） |          | 保護小小兔！10戰士大激戰             | 富田祐弘   | 幾原邦彦                | 伊藤郁子     | 大河内稔 |
| 69（23） |          | 醒來吧 沉睡的美少女！阿衛的煩惱      | 富田祐弘   | 吉沢孝男                | 只野和子     | 鹿野良行 |
| 70（24） |          | 愛的火焰大對決！水手火星VS紅安       | 隅沢克之   | 宇田鋼之介              | 香川久       | 大河内稔 |
| 71（25） |          | 都是為了友情！亞美與貝爾琪的激戰     | 柳川茂     | 小坂春女                | 安藤正浩     | 田尻健一 |
| 72（26） |          | 無情的魯貝斯！悲哀的四姊妹           | 杉原めぐみ | 佐々木憲世              | 爲我井克美   | 橋本和幸 |
| 73（27） |          | 出現飛碟！水手服戰士們被綁架了       | 隅沢克之   | 遠藤勇二                | 中村太一     | 鹿野良行 |
| 74（28） |          | 打倒魯貝斯！宇宙空間大決戰           | 隅沢克之   | 芝田浩樹                | 爲我井克美   | 田尻健一 |
| 75（29） |          | 神秘的新戰士水手冥王星登場           | 柳川茂     | 五十嵐卓哉              | 安藤正浩     | 鹿野良行 |
| 76（30） |          | 黑暗魔力！艾絲美洛德的侵略           | 杉原めぐみ | 大谷恒清                | 中村太一     | 橋本和幸 |
| 77（31） |          | 兩人一條心！小兔與阿衛愛火重燃       | 富田祐弘   | 小坂春女                | 本橋秀之     | 鹿野良行 |
| 78（32） |          | 金星美奈子的護士大騷動！             | 隅沢克之   | 佐々木憲世              | 安藤正浩     | 田尻健一 |
| 79（33） |          | 阿提密斯的冒險！魔之動物王國         | 柳川茂     | 遠藤勇二                | 爲我井克美   | 鹿野良行 |
| 80（34） |          | 恐怖的幻影！孤單的亞美               | 富田祐弘   | 芝田浩樹                | 本橋秀之     | 橋本和幸 |
| 81（35） |          | 黑暗之門完成了？被盯上的小學         | 柳川茂     | 宇田鋼之介              | 中村太一     | 浅井和久 |
| 82（36） |          | 朝未來出發！時空迴廊之戰             | 隅沢克之   | 小坂春女                | 本橋秀之     | 田尻健一 |
| 83（37） |          | 令人震驚的未來！狄曼多的黑暗野心     | 富田祐弘   | 佐々木憲世              | 安藤正浩     | 鹿野良行 |
| 84（38） |          | 華茲曼的魔掌！小小兔消失             | 杉原めぐみ | 遠藤勇二                | 爲我井克美   | 橋本和幸 |
| 85（39） |          | 黑暗女王 黑色淑女誕生                | 富田祐弘   | 芝田浩樹                | 香川久       | 田尻健一 |
| 86（40） |          | 沙菲爾之死！華茲曼的陷阱             | 隅沢克之   | 宇田鋼之介              | 長谷川眞也   | 田尻健一 |
| 87（41） |          | 相信愛與未來！小兔的決心             | 富田祐弘   | 小坂春女                | 中村太一     | 浅井和久 |
| 88（42） |          | 光明與黑暗的最終決戰！未來的愛之誓言 | 富田祐弘   | 五十嵐卓哉              | 只野和子     | 橋本和幸 |
| 89（43） |          | 美少女戰士的決心！新戰鬥的序曲       | 隅沢克之   | 宇田鋼之介              | -            | -        |

## 播映電視台
| 地區 | 播放電視台 | 播放日期                     | 播放時間（UTC+8） | 所屬聯播網 | 備註             |
| ---- | ---------- | ---------------------------- | ----------------- | ---------- | ---------------- |
| 台灣 | 華視       | 1996年5月29日－1997年5月14日 | 待查              | 衛星電視   | 完結後接續第三季 |
| 香港 | 翡翠台     | 1995年8月26日－1996年1月21日 | 待查              | 地面電視   |                  |